# Třída Tuzla
Třída Tuzla (jinak též NTPB – New Type Patrol Boat) je třída hlídkových člunů tureckého námořnictva. Pro turecké námořnictvo bylo postaveno celkem 16 jednotek této třídy. Další plavidla si objednala námořnictva Turkmenistánu a Nigérie.

## Stavba

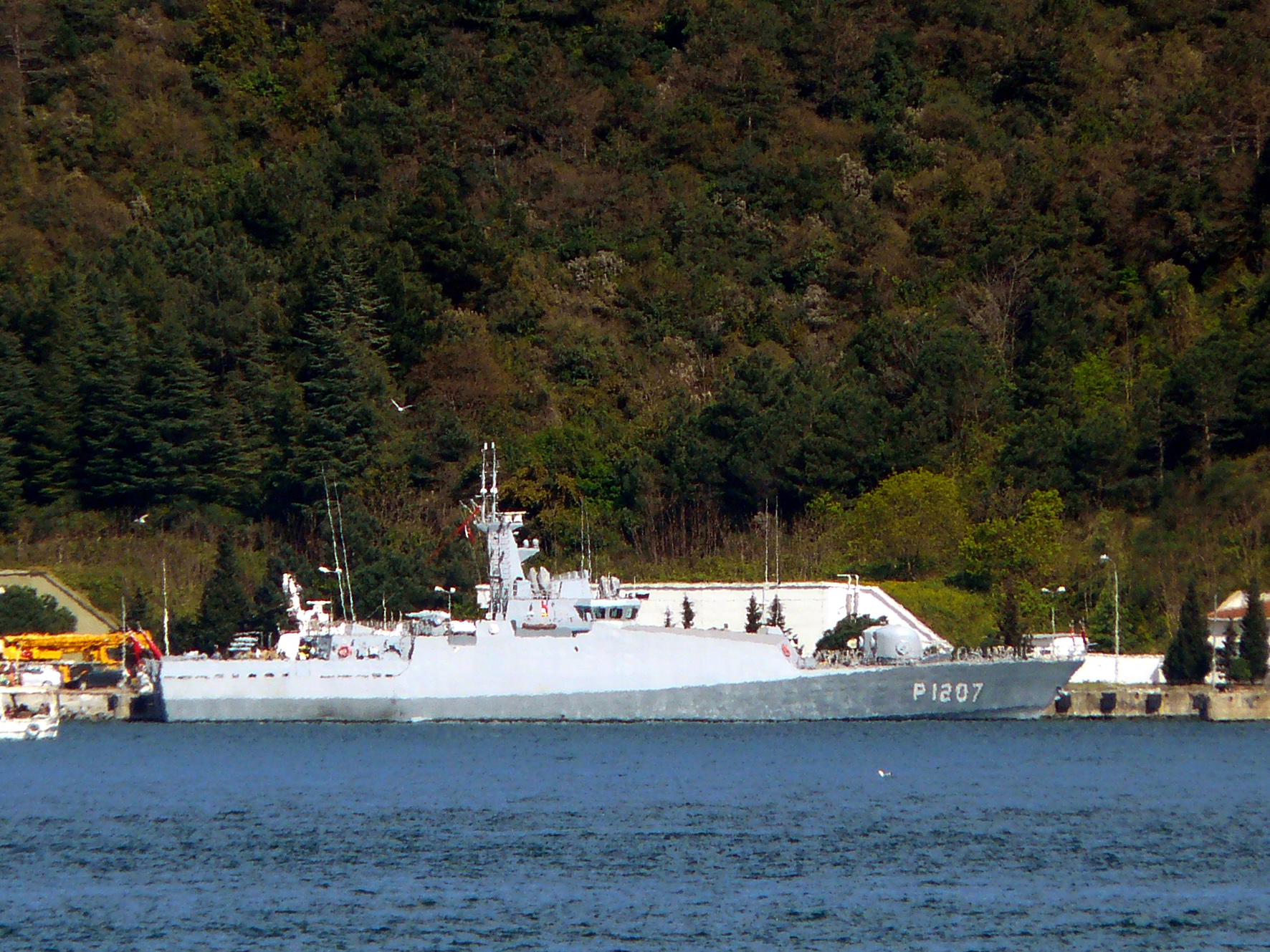
TCG Tekirdağ (P-1207)

Soutěž na vývoj tzv. hlídkových člunů nového typu (turecky Yeni Tip Karakol Botu) byla vypsána roku 2004. Turecko chtělo jejich stavbou nahradit své zastaralé hlídkové lodě tříd Vegesack a Kartal a zároveň podpořit rozvoj domácího zbrojního průmyslu. Z řady zájemců byla vybrána konstrukce tureckých loděnic Dearsan Gemi İnşa Sanayi, se kterou byl v roce 2007 podepsán kontrakt na stavbu celkem 16 jednotek třídy Tuzla. Prototypová jednotka TCG Tuzla (P 1200) byla na vodu spuštěna 9. dubna 2010 a do služby byla přijata 9. ledna 2011. Další plavidla do služby vstupovala tempem cca tři jednotky ročně.

## Konstrukce

### Turecko

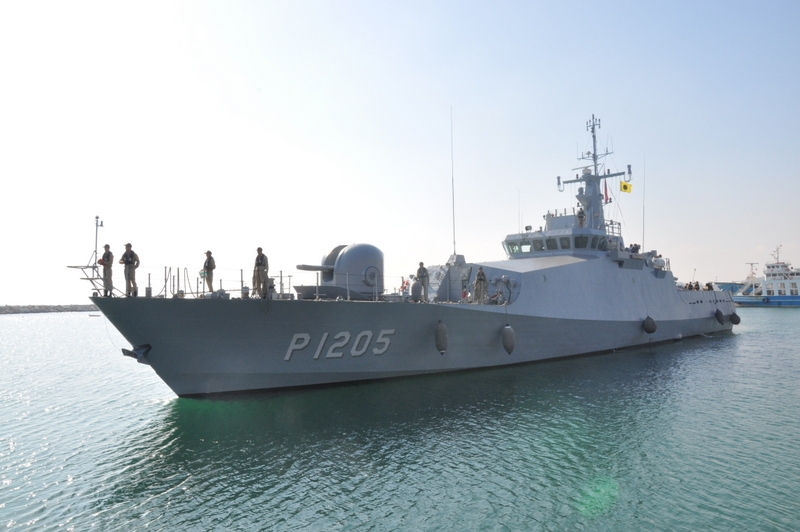
TCG Karabiga (P-1205)

Plavidlo nese sonar Kongsberg Maritime Simrad SP92 MkII, navigační radar Raytheon a systém řízení palby Aselsan ASELFLIR 300D EO. Hlavní výzbroj tvoří komplet OTO Melara DARDO se dvěma 40mm kanóny, nacházející se na přídi plavidla. Ten doplňují dva 12,7mm kulomety ve zbraňových stanicích Aselsan STAMP umístěné v zadní části nástavby. K ničení ponorek slouží dvě skluzavky hlubinných pum a šestihlavňový raketový vrhač hlubinných pum Roketsan ASRLS, umístěný na zádi.
Pohonný systém tvoří dva diesely Tognum MTU 16V4000 M90, každý o výkonu 7300 hp. Energii dodávají dva dieselgenerátory MTU, každý o výkonu 520 hp. Nejvyšší rychlost dosahuje 25 uzlů. Dosah je 2000 námořních mil při rychlosti 12 uzlů. Vytrvalost plavidel činí 14 dní.

### Turkmenistán
První dva hlídkové čluny třídy Arkadag mají výtlak 400 tun. Plavidla mají podobné složení elektroniky a výzbroje jako jejich turecké protějšky. Odlišuje je použití vyhledávacího radaru Thales Scout a náhrada obou kulometů dvěma 25mm kanóny ve zbraňových stanicích Aselsan STOP. Roku 2017 byly zveřejněny fotografie, dle kterých nesou obě plavidla první série dva protiletadlové raketové komplety Simbad-RC.
Hlavňovou výzbroj raketových člunů z druhé série tvoří jeden 40mm dvoukanón DARDO a dva 25mm kanóny ve střeleckých stanovištích Aselsan STOP. Protivzdušnou obranu zajišťují dva protiletadlové raketové komplety Simbad-RC se střelami velmi krátkého dosahu Mistral. Údernou výzbroj tvoří buď čtyři protilodní střely Otomat Mk 2 s dosahem 180 km, anebo osm lehkých protilodních střel Marte Mark 2/N s dosahem 30 km.

## Zahraniční uživatelé
- Turkmenistán – V roce 2011 námořnictvo Turkmenistánu objednalo dva rychlé hlídkové čluny třídy Arkadag odvozené od třídy Tuzla. Obě plavidla postavila loděnice Dearsan, přičemž uživatel je převzal v roce 2013.[4] Počátkem roku 2012 Turkmenistán objednal dalších osm jednotek, tentokrát v silněji vyzbrojené verzi raketových člunů. Z bloků vyrobených loděnicí Dearsan plavidla montuje domácí loděnice Ufre Turkmenbashi.[3]

- Nigérie – Nigerijské námořnictvo v roce 2023 objednalo jeden třídy Tuzla.[5]